# Месхетський хребет
Месхе́тський хребе́т є вододілом між басейнами річок Ріоні на півночі, Аджарісцкалі на півдні і Кури на південному сході. Простягнувся більш ніж на 200 км від Батумі на схід-північний схід до Сурамську перевалу (920 м), звідки північніше починається Великий Кавказ. Має на кожній чверті своєї довжини окремі місцеві назви — Батумський, Гурійського-Аджарський, Ахалцихе-Імеретський і Картлі-Імеретський.

## Загальні відомості
Хребет складний осадовими флішевими породами —  мергелистими сланцями і  мергелями, а також вулканогенними — туфами і андезитами. Має локальні аномалії магнітного відхилення: в найзахіднішому закінченні, в Батумі — від −1° до +20°, а на Ахалцихе-Імеретській чверті — від −3° до +22°.
В орографічному відношенні характеризується двома важливими особливостями: він є західним закінченням Головного вододільного хребта Малого Кавказу (від перевалу Чиділа) і складає частину гігантського вододілу між басейнами Чорного і Каспійського морів. Він служить як би бар'єром на шляху багатих водяними парами повітряних потоків з боку Чорного моря. Частина вологи випадає рясними дощами на самому хребті (1000–2500 мм на рік), особливо восени та взимку. Тому на відносно невисокому гребені до висоти 2000–2200 м схили вкриті пишними широколистяними (бук, граб та ін.) і хвойними лісами. А вище, аж до найвищої точки Месхетський хребта — Мепісцкаро (2850 м), хребет вкритий гірсько-луговими травами, де з червня по жовтень пасуть худобу.
Траверс хребта з заходу зручно починати з Батумі. Це — столиця Аджарії, крупний промисловий, культурний і курортний центр, найважливіший морський порт  Грузії. До революції і в перші роки Радянської влади Батумі був переважно містом одноповерхових будівель, найчастіше пальових, через високу заболоченість місцевості. В результаті масштабних меліоративних робіт місцевість була осушена, клімат став здоровим, місто зовсім змінилося. Чітке планування вулиць робить це промислове місто і одночасно морський кліматичний курорт з піщано-дрібногравійним пляжем не схожим ні на один з чорноморських міст Грузії.

## Батумі
Державний музей Аджарії зберігає докази існування тут поселення з I ст. н. е. і розповідає про всю його подальшу історію. Відомі також фортеця VI ст. н. е., акваріум з дельфінарієм і Ботанічний сад АН Грузії в Мцване Концхі, тобто на Зеленому Мису. Сад заснований у 1912 р., займає площу 100 га і імітує ландшафтно-ботанічні зони різних районів земної кулі.

## Маршрут
З Батумі на південний схід до с. Тодогаурі (7 км) ходить автобус. За 2 км на південний схід від селища вершина Ерге (898 м), власне початок Месхетського хребта. За 5 км на північний схід-схід — трав'янистий купол з кам'яними розсипами вершини Північ. Чонкадзе висотою понад 1700 м. Звідси за 3 км на північний схід на узліссі в лісі під південним схилом лісової вершини Вел. Мтірала (бл. 1370 м) розташована яйла — літнє житло чабана та його сім'ї. Весь подальший шлях йде в основному по лісовому гребеню. За 2 км на схід височіє лісова вершина Махунцеті (1389 м), а на плечі під нею — інша яйла.
Звідси прямо з лісового гребеню на північ 4 км до вершини Чанчулі (1375 м) і ще 2 км на схід до вершини Чаквісмта (1552 м). Обидві вершини служать перевалом з півночі, з ущелини Чаквісцкалі, на південь в ущелині до Аджарісцкалі. Крутосхилий гребінь тягнеться далі на схід і на північний схід на 10 км до лісового піку Морво (1728 м). Пройшовши 2 км на північ через вузловий пік Сацхоріа (бл. 1600 м), повертаємо на схід. Через 8 км вершина Калва (1766 м), ще через 7 км все ще вкрита лісом вершина Перанга (2235 м). Від неї на північ 2 км до перевального сідла Магалахсвісгеле (бл. 1800 м) з стежкою, що йде із заходу з басейну Кінтриші на схід в басейн Чванісцкалі. Через 6 км проходимо до вузлової вершині Хіно (2598 м), останні 2 км по безлісному крутостінному гребеню з пишним різнотрав'ям.
Тут початок Гурійсько-Аджарського хребта. Весь його гребінь трав'янистий, 8 км до вершини Тагінаурі (2668 м) з обривами на південь, 7 км до перевального сідла Натанебі (бл. 2400 м). Гребеневидна вершина Натанебі (бл. 2500 м) тягнеться 4 км паралельно верхів'ям однойменної річки до перевального сідла Сакорніа (бл. 2400 м). По інший бік цієї річки видна у відрогу гора Сакорніа (2775 м). Ще 2 км на південний схід, і стежка вододілу виводить на перевальне сідло Чиділа (2300 м), де зустрічаються Месхетський і Арсіанський хребти.
Йдемо 4 км на схід через плато з кам'яними розсипами до вершини Чудураулі (2602 м), потім 5 км на північний схід до вершини Зотісмта (2676 м). Стежка з плавними перепадами на гребені приводить через 13 км до вершини Гомісціхе (2380 м) і ще через 5 км до вершини Джебері (Халхама, 2635 м). На північний схід по стежці на вододілі через 3 км вершина Санісліа (2666 м), обрив зліва по ходу не заважає досягненню мети. Через 5 км озеро біля стежки на хребті, а ще через 2 км найвища точка Месхетського хребта — Мепісцкаро (2850 м).
За 7 км стежкою на південний схід-схід над лісом під вододілом молочна ферма, а 2 км далі — вершина Хоросдаг (2490 м). Наступна вершина — за 7 км на північний схід-схід — Дідмагалі (2587 м). Під її східним схилом проходить колісна дорога з курорту Абастумані до курорту Саїрме. Над цією дорогою через 4 км знаходиться вершина Фундук (бл. 2150 м), сама назва якої красномовно говорить про присутність лісового горіха в деревних заростях по обидва боки хребта. Ще через 3 км по дорозі перевал Зекарі (2182 м), проїжджий з червня по жовтень. З перевалу в ясну погоду видно на півдні сріблясті куполи знаменитої на весь світ Абастуманської астрономічної обсерваторії в оточенні смереково-соснового лісу.
За 5 км на схід по звивистому хребту — вершина Нагеба, через 15 км легкої дорозі — вершина Цкалцітсла (2496 км), гребенеподібна, що тягнеться довгим «веретеном» на 8 км. За нею через 11 км остання трав'яниста вершина хребта — Ломісмта (2198 км). Лісовий вододіл на схід виводить через 6 км на вершину 1815 м, ще через 7 км на вершину 1644 м, потім через 4 км на північний схід на вершину Дедабера (1839 м), через 9 км на схід, північний схід і північ на вершину 1219 м, через 3 км на північний схід на вершину 1265 м, через 2 км на північний захід на вершину 1204 м і через 2 км на північ на сідло Сурамського перевалу (920 м), прикордонного між Малим і Великим Кавказом на єдиному вододілі Чорного і Каспійського морів.
Загальна протяжність Месхетського хребта від Батумі до Сурамського перевалу по лінії траверса 207 км. Технічно це найлегший хребет Малого Кавказу. Однак потрібен досвід, в якому обережність — найкраща якість, щоб пройти хребет, бо влітку часті зливові заряди з грозами і рвучкими вітрами, ламаються навіть стійки наметів. Восени і взимку випадає основна кількість опадів, снігопади і туман можуть утруднити перехід навіть для найдосвідченіших груп. В окремі весни до початку травня товщина сніжного покриву, особливо на сідловинах і схилах північної експозиції на висоті більше 2000 м, може досягати двох і більше метрів.
Більш підготовлені туристи можуть здійснити повний траверс Месхетського і Ліхського хребтів (чорноморського закінчення Головного вододільного хребта Малого Кавказу (ГВХБК) і закавказького вододілу між Чорним і Каспійським морями) одним заходом від Батумі до Зекарського перевалу на ГВХБК зі спуском звідти по битій стежці в Зарамаг в  Північній Осетії.
Продовження від Сурамську перевалу: 2 км на північний захід до вершини 1248 м, 4 км на північ до перевального сідла Рікота (999 м), 9 км на північ-північний схід до вершини Едісджварі (бл. 1250 м), 5 км на північ до перевального сідла Дедабера (бл. 1000 м), 4 км на північний схід до перевального сідла Кортохі (бл. 1000 м), 3 км на північ до перевального сідла Джварі (994 м), 4 км на північ до вершини Капребісмта (1272 м), 10 км на північ — північний схід до вершини Лохоні (1922 м), звідки ще 2 км на північ до перевального сідла Лохоні (бл. 1800 м).
Після переходу по стежці на схід (1 км) на вершину 1891 м і ще через 3 км до вузла стежок на висоті 1800 м маршрут стає виключно звивистим: платоподібний гребінь горбистий, місцями знижується, роз'їдений ярами протилежних водозборів. У загальному напрямку на північний схід-схід 5 км по вододілу до вершини 1735 м, 5 км до вершини Руставі (1910 м). Подальша ділянка переходу полегшується попутними стежками: на північ 4 км до вершини Білюрта (бл. 2164 м) і 2 км до перевального сідла Білюрта (1800 м), на захід 1 км до вершини 2108 м і ще 2 км до повороту на північ, але без стежки.
Далі на північ 3 км до перевального сідла Абано (2127 м), 1 км до вершини Рибіса (2469 м), 1 км до перевального сідла Алхашеті (бл. 2200 м), 1 км до вершини Алхашенда. (2318 м), 2 км до перевального сідла Саслатані (бл. 1800 м) з с. Ерцо на східному схилі перевалу і озером Ерцо на західному, 1 км до вершини Ерцо (2125 м), на схід 5 км до вершини Ваметкау (2345 м), на північ 3 км до вершини Морхен (бл. 2600 м), 2 км на схід до вершини Мачхарахох (3004 м) і ще 2 км до плато без втрати висоти до перевального сідла Леті (3004 м).
Рельєф останніх 10 км Ліхського хребта високогірний, що вимагає більш високої фізичної та технічної підготовки. Тому можна або продовжити маршрут безпосередньо по хребту до виходу на ГВХБК, або спуститися по хорошій стежці з перевалу Леті на схід в с. Кешельта на однойменній річці (7 км) і по стежці ж іти 8 км до витоку Леті, минаючи джерело мінеральної води, на Зекарський перевал (3195 м).
Безпосередньо по хребту фінал траверса від перевального сідла Леті буде виглядати так: 4 км по скельному гребеню з набором висоти, місцями з льодовичками зліва під вододілом, до вершини 3523 м, а від неї 4 км зі спуском по гребеню на схід (з льодовиками на північному схилі) до перевального сідла Зекарського.
Спуск з перевалу Зекарський по стежці на північному льодовичку і далі вздовж річки Ганат нескладний і складе до виходу в Зарамагську улоговину (1800 м) і на турбазу у с. Верхній Зарамаг не більше 30 км.
Загальна протяжність наскрізного траверса Месхетського і Ліхського хребтів складе 301 км, а зі спуском з Зекарського перевалу до с. Верхній Зарамаг — 330 км.

## Ресурси Інтернета
- Вікісховище має мультимедійні дані за темою: Месхетський хребет
- Г. И. Анохин Весь Кавказ